# Paweł Ruszel

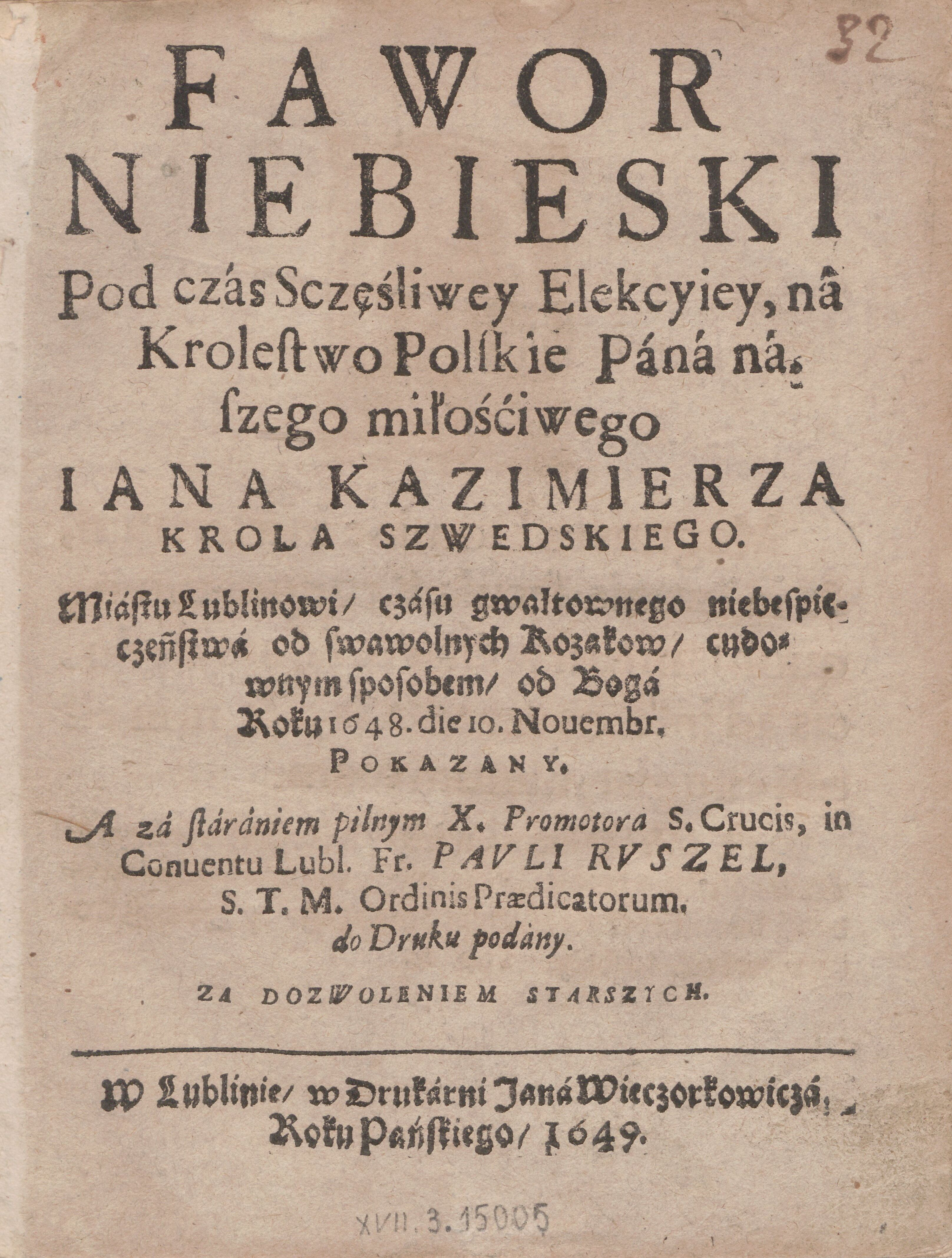
Strona tytułowa utworu "Fawor niebieski" Pawła Ruszla, 1649

Paweł Franciszek Ruszel (ur. 1593 w ziemi przemyskiej, zm. 5 kwietnia 1658 w Lublinie) – polski dominikanin, autor dzieł historyczno-liturgicznych.

## Życiorys
Wstąpił do dominikanów w Lublinie. Był uczniem zakonnego studium generalnego w Krakowie, a w 1628 wyjechał do Neapolu, gdzie po czteroletnich studiach uzyskał bakalaureat. Wykładał teologię w Lublinie (1639), w Wilnie (1640–1641) i ponownie w Lublinie, obejmując w 1643 funkcję regensa miejscowego Studium. W 1645 uzyskał tytuł doktora teologii. Zmarł w Lublinie 5 kwietnia 1658.
Ogłosił kilka dzieł. W 1641 wydał w Wilnie Triumf na dzień chwalebny Jacka świętego... z przedziwnych i wielce cudownych spraw jego... kazaniem ogłoszony, który jednak wbrew podtytułowi nie był kazaniem, a hagiografią św. Jacka Odrowąża i stanowi źródło do poznania historii Polski. Relikwiom Drzewa Krzyża świętego Ruszel poświęcił utwór Fawor niebieski podczas szczęśliwej elekcji... Jana Kazimierza... od Boga pokazany (Lublin 1649) oraz obszerną pracę Skarb nigdy nieprzebrany Kościoła świętego katolickiego Krzyż Pański, o którym tu są trzy księgi z doktorów świętych i historyków poważnych napisane (Lublin 1655). To ostatnie dzieło miało kilka wznowień, w tym wydań we fragmentach.